# Han Go-eun
Han Go-eun (한고은?, 韓高恩?; Seul, 10 marzo 1975) è un'attrice sudcoreana.
Nel 1995 ha partecipato al Korea Super Elite Model Contest e, dopo diversi anni di carriera come modella, ha iniziato a recitare a tempo pieno nel 1998, debuttando nel film Tae-yang-eun eopda. Inizialmente criticata per la sua scarsa recitazione, in particolare per l'articolazione della voce e la pronuncia, in seguito è stata lodata per le sue interpretazioni in Kkotboda areumda-wo, Saranggwa yamang (2006), Gyeongseong Scandal (2007) e Myeongga (2010). Nel 2011 ha recitato in Club Billitis-ui ttaldeul, il primo drama a tema lesbico dell'emittente pubblica KBS, successivamente ritirato dalla programmazione su insistenza del pubblico.

## Filmografia

### Cinema
- Tae-yang-eun eopda (태양은 없다?), regia di Kim Sung-soo (1999)
- Yugamseureo-un dosi (유감스러운 도시?), regia di Kim Dong-won (2009)
- Geom-eunson (검은손?), regia di Park Jae-shik (2015)

### Televisione
- LA Arirang (LA 아리랑?) – serial TV (1995)
- Cheongchun (청춘?) – serie TV (1999)
- Mi-una go-una (미우나 고우나?) – serial TV (1999)
- Happy Together (해피투게더?) – serie TV (1999)
- Dalkomhan sinbu (달콤한 신부?) – serie TV (2000)
- Medical Center (메디컬 센터?) – serie TV (2000)
- Abeojicheoreom salgi sirh-eoss-eo (아버지처럼 살기 싫었어?) – serie TV (2001)
- Geu yeoja saramjamne (그 여자 사람잡네?) – serie TV (2002)
- Bodyguard (보디가드?) – serie TV (2003)
- Janggilsan (장길산?) – serie TV (2004)
- Kkotboda areumda-wo (꽃보다 아름다워?) – serie TV (2004)
- Bomnal (봄날?) – serie TV (2005)
- Byeonhosadeul (변호사들?) – serie TV (2005)
- Saranggwa yamang (사랑과 야망?) – serie TV (2006)
- Gyeongseong Scandal (경성스캔들?) – serie TV (2007)
- Cheonha-ilsaek Bak Jeong-geum (천하일색 박정금?) – serie TV (2008)
- Sarang-eun amuna hana (사랑은 아무나 하나?) – serie TV (2009)
- Myeongga (명가?) – serie TV (2010)
- Sin-ira bulli-un sana-i (신이라 불리운 사나이?) – serie TV (2010)
- Nado, kkot! (나도, 꽃!?) – serie TV (2011)
- Club Billitis-ui ttaldeul (클럽 빌리티스의 딸들?) – film TV (2011)
- Susanghan gajok (수상한 가족?) – serie TV (2012)
- Bur-ui yeosin Jeong-i (불의 여신 정이?) – serie TV (2013)
- Saranghaeseo namjuna (사랑해서 남주나?) – serie TV (2013)
- Miss Mamma Mia (Miss 맘마미아?) – serie TV (2015)
- Kiss meonjeo halkka-yo (키스 먼저 할까요?) – serie TV (2018)
- Seollemju-uibo (설렘주의보?) – serie TV (2018)
- Undercover (언더커버?) – serie TV (2021)